# Едмунд Клемчак
Едмунд Станіслава Клемчак (народився 30 жовтня 1886 року в Мейська Гурка, помер у вересні 1939 року) — капрал Польської армії, повстанець Великопольщі і учасник польсько-радянської війни та оборони Варшави (1939), кавалер Срібного Хреста Virtuti Militari.

## Біографія
Син Міколая (купця) та Розалії Шварц. За професією був кухарем, працював помічником кухаря в Парижі, Брюсселі, Франкфурті-на-Майні та Вроцлаві. У 1905—1907 роках служив у прусському 11-му гренадерському полку у Вроцлаві. З 1912 року був орендарем готелю «Вікторія» в Опалениці. Під час Першої світової війни його мобілізували до німецької армії та відправили на Західний фронт.
Після війни приєднався до Великопольського повстання, був організатором і командиром роти «Опаленіца». Очоливши її, серед іншого, брав участь в окупації Нового Томишля та в важких боях за Збоншинь, під час яких був поранений. До 5 квітня 1919 року був командиром роти «Опалениця», а пізніше 5-ї роти 7 Великопольського стрілецького полку . У 1920 році вступив до Добровольчої армії.
У міжвоєнний період був орендарем ресторану в Опалениці, а також торгував деревиною в Новому Томислі. Внаслідок невдач бізнесу переїхав у Познань, де жив із пенсії ордену Військової чесноти (виданий за бойові дії, вчинені під час Великопольського повстання). Ініціював будівництво першого у Великольщі пам'ятника на честь загиблих повстанців. Місто Опалениця присвоїло йому звання почесного громадянина.
Помер у вересні 1939 року під час захисту Варшави, його поховали у спільній могилі. У нього було троє дітей від шлюбу з Казимирою Гавлович: Маріана (1910 р.н.), Станіслав Ігнацій (1920 р.н.) та Меланія (1913 р.н.).

## Відзнаки
- Срібний хрест Військового ордена Віртуті № 4761 (1922 р.)[3][2]
- Хрест Незалежності з мечами[2]
- Срібний хрест заслуги[2]